# 宮崎県道310号都農停車場線
宮崎県道310号都農停車場線（みやざきけんどう310ごう つのていしゃじょうせん）は、宮崎県児湯郡都農町を通る一般県道である。

## 概要

### 路線データ
- 起点：児湯郡都農町駅前（都農駅）
- 終点：児湯郡都農町大字川北（都農町三日月原交差点、国道10号交点、宮崎県道40号都農綾線起点）

## 歴史
- 1959年（昭和34年）6月1日 - 宮崎県告示第226号[1]により路線認定される。当時の整理番号は48。

## 地理

### 通過する自治体
- 児湯郡都農町

### 交差する道路
| 交差する道路                  | 交差する場所 | 交差する場所                |
| ----------------------------- | ------------ | --------------------------- |
| 宮崎県道302号高鍋美々津線     | 駅前         | 都農駅前交差点              |
| 国道10号 宮崎県道40号都農綾線 | 大字川北     | 都農町三日月原交差点 / 終点 |

### 沿線
- JR九州日豊本線 都農駅